# بروبرتي فايندر
بروبرتي فايندر (بالإنجليزية: Property Finder) هي شركة متعددة الجنسيات يقع المقر الرئيسي لها في الإمارات العربية المتحدة، هي منصة عقارية في الشرق الأوسط تشمل مواقع العقارات الإلكترونية والتطبيقات والأدوات الإدارية، تعمل الشركة في 6 دول: الإمارات العربية المتحدة، مصر، تركيا، المملكة العربية السعودية، قطر والبحرين.
تم إطلاق الشركة في الإمارات العربية المتحدة في عام 2005 باسم «عالم الباب» وكانت مجلة عقارية مطبوعة، ثم في عام 2007 قامت مجموعة REA Group LTD الأسترالية بالاستحواذ على 51٪ من الشركة التي أعيدت تسميتها باسم «بروبرتي فايندر» وفي عام 2010، تم شراء بروبرتي فايندر من قِبل مؤسسيها، مايكل لاهياني ورينان بوردو.
في عام 2012، أطلقت مجموعة بروبرتي فايندر أول موقع دولي لها في قطر وتوسعت الشركة في البحرين، ومصر، ثم إلي المملكة العربية السعودية في عام 2014 ثم تركيا عام 2017.

## التاريخ
تم إطلاق الشركة في الإمارات العربية المتحدة في عام 2005 باسم «عالم الباب»- Al Bab World، وهي مجلة عقارية مطبوعة.
في عام 2007، تحوذت مجموعة REA Group LTD الأسترالية على 51٪ من الشركة التي أعيدت تسميتها باسم «بروبرتي فايندر»- "Property Finder". ثم في عام 2010، تم شراء بروبرتي فايندر من قِبل مؤسسيها، مايكل لاهياني ورينان بوردو.
في عام 2012، أطلقت مجموعة بروبرتي فايندر أول موقع دولي لها في قطر.
, وفي عام 2013، توسعت الشركة في البحرين، ومصر، ثم إلي المملكة العربية السعودية في عام 2014.
في عام 2017، اشترت الشركة حصة 17% في البوابة العقارية التركية -Zingat. وبعد عامين، ارتفعت حصة بروبرتي فايندر إلى 40% تقريبًا.
في عام 2019، استحوذت بروبرتي فايندر على منافستها الإماراتية JRD Group، التي تدير موقع JustProperty.
في 2022 استحوذت على شركة Homevalue، ومقرها دبي لتندمج أعمال ومنتجات الشركة الناشئة بالكامل معها.

## البوابة الرقمية
في أكتوبر عام 2017 وصل عدد موظفي الشركة في منطقة الشرق الأوسط وشمال إفريقيا إلى 300 موظف، ونجح موقعها الإلكتروني في أن يصبح أضخم بوابة إلكترونية عقارية في دولة الإمارات، إذ وصل عدد المتعاملين من الوسطاء والمطورين العقاريين الذين يعرضون عقاراتهم على الموقع إلى 1000 متعامل.

## استثمارات
في عام 2013، أغلقت بروبرتي فايندر جولة من تمويل السلسلة أ Series A funding بقيادة BECO Capital، وهي شركة VC مقرها دبي.
في عام 2016، جمعت المجموعة 20 مليون دولار من بيع حصة قدرها 10٪ إلى شركة الاستثمار السويدية المدرجة Vostok New Ventures (الآن VNV Global).
في عام 2018، جمعت بروبرتي فايندر 120 مليون دولار من شركة الأسهم الخاصة الأمريكية General Atlantic.